# Legame a idrogeno

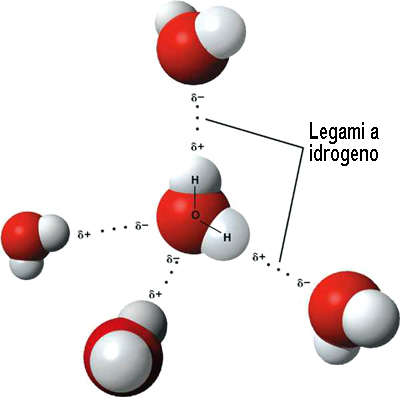
Rappresentazione del legame idrogeno che si instaura tra più molecole di acqua.

Il legame a idrogeno o ponte a idrogeno è un caso particolare di forza intermolecolare (ma nei casi opportuni anche intramolecolare) di Keesom (per la sua intensità viene spesso considerato a parte, seppur rientri in questa categoria) in cui è implicato un atomo di idrogeno coinvolto in un legame covalente con elementi molto elettronegativi (come fluoro ({\displaystyle {\ce {F}}}), ossigeno ({\displaystyle {\ce {O}}}), azoto ({\displaystyle {\ce {N}}}) o gli alogeni), i quali attraggono a sé gli elettroni di valenza, acquisendo una parziale carica negativa {\displaystyle (\delta -)} lasciando l'idrogeno con una parziale carica positiva {\displaystyle (\delta +)}. Contemporaneamente l'idrogeno viene attratto da un atomo elettronegativo (che deve presentare un doppietto elettronico non condiviso) di una molecola vicina.

## Descrizione
Il legame a idrogeno è l'attrazione elettrostatica tra un atomo di idrogeno recante una parziale carica elettrica positiva e un doppietto elettronico solitario di un elemento fortemente elettronegativo (fluoro, ossigeno o azoto).
Ad esempio, nel radicale idrossile {\displaystyle {\ce {OH}}} e nell'anione idrossido {\displaystyle {\ce {OH-}}} è presente una parziale carica negativa sull'ossigeno e una equivalente carica positiva sull'idrogeno, quindi tali composti si polarizzano parzialmente (dipolo permanente).
Se questo gruppo ne incontra un altro polare (ad esempio un gruppo carbonile), si crea una interazione elettrostatica.

La forza del legame idrogeno è variabile a seconda dei casi (comunque solitamente compresa fra 10-60 kJ/mol). Il legame idrogeno è forte se l'elemento elettronegativo è l'ossigeno, l'azoto o il fluoro, mentre è debole o assente per elementi della tavola periodica a periodi successivi al secondo. A temperatura ambiente nell'acqua pura, dipende dalla permittività elettrica del mezzo; infatti, essendo un legame elettrostatico per esso vale la legge di Coulomb. Comunque è nettamente più debole del legame ionico e del legame covalente, ma è nettamente più forte delle altre forze di van der Waals ed è il tipo più forte di interazione di Keesom. 

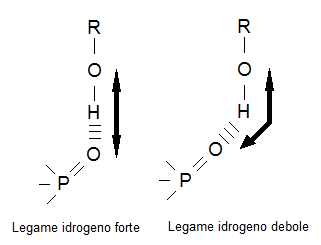
L'attrazione tra i dipoli è massima quando gli atomi coinvolti (in questo caso O, H e O) sono disposti in linea retta sullo stesso piano.

 Un'importante osservazione è che esso è un legame su base elettrostatica ma altamente direzionale: nell'acqua, ad esempio, l'atomo di ossigeno, l'idrogeno, il doppietto elettronico e l'ossigeno di un'altra molecola d'acqua debbono essere allineati lungo lo stesso asse (quindi costituenti un angolo piatto, 180°) per avere un legame massimamente forte, altrimenti daranno luogo a un legame di forza inferiore. Ciò può risultare di cruciale importanza nel DNA, in cui si instaurano legami idrogeno tra le basi azotate degli acidi nucleici, o nel ripiegamento di proteine dove la diversa intensità di queste interazioni dà forma a una precisa conformazione della proteina, ossia quella in grado di renderla funzionale. In particolare, i legami idrogeno sono responsabili della formazione e del mantenimento delle strutture secondarie nelle proteine (come alfa elica e foglietto beta).

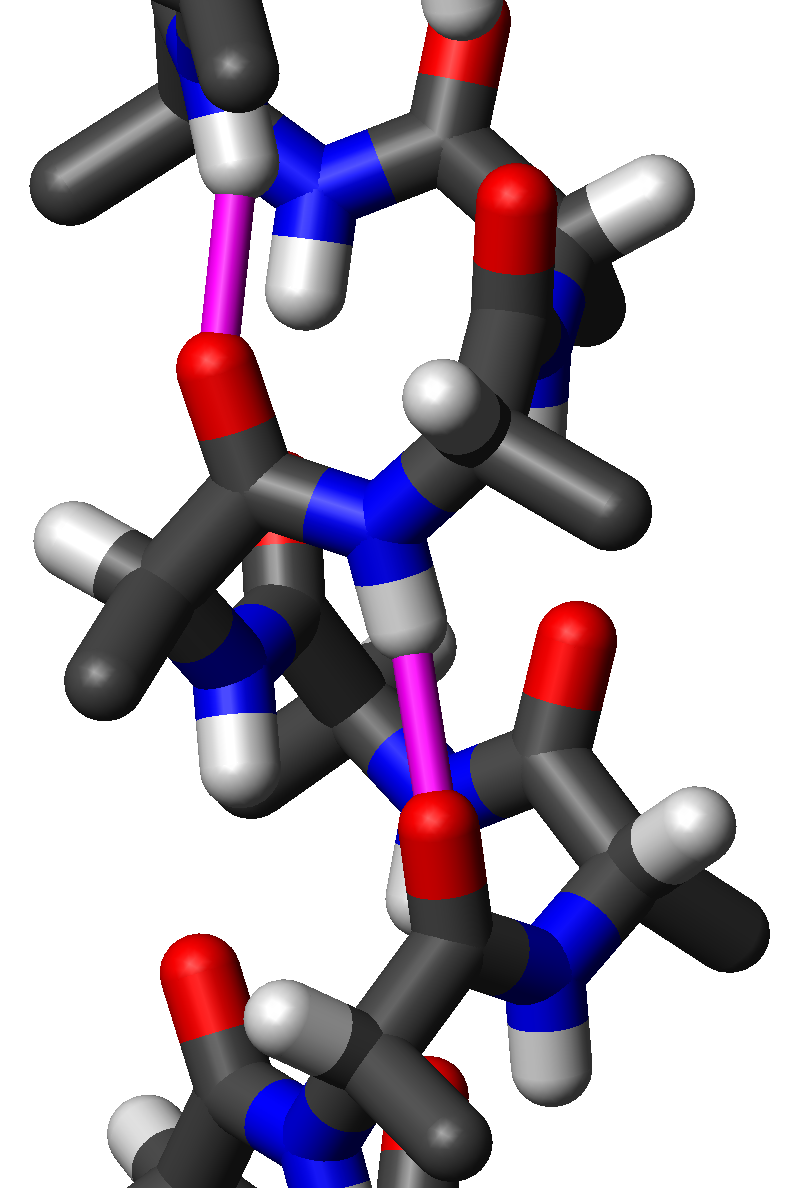
Rappresentazione di una α-elica composta da residui di alanina; i bastoncelli fucsia rappresentano i legami a idrogeno

Il legame idrogeno è presente nell'acqua sia allo stato liquido che allo stato solido, ed è responsabile della sua relativamente alta temperatura di ebollizione (se paragonata per esempio all'acido solfidrico ({\displaystyle {\ce {H2S}}}), che pur avendo peso molecolare maggiore è significativamente meno polare). In particolare, senza il contributo dei legami idrogeno, l'acqua bollirebbe a {\displaystyle -120^{\circ }\mathrm {C} }.
Una caratteristica peculiare del legame idrogeno è quella di mantenere le molecole interessate più distanti fra loro rispetto agli altri tipi di legami. A questo proposito, è da notare il comportamento del legame idrogeno nell'acqua: allo stato solido una molecola d'acqua è legata con legame idrogeno ad altre quattro molecole d'acqua, mentre allo stato liquido questa rete di legami viene meno e le molecole non sono più costrette nella struttura rigida ed espansa del solido. Per questa ragione il ghiaccio ha una densità inferiore all'acqua: l'aumento di temperatura induce la rottura dei legami idrogeno responsabili della struttura molecolare del ghiaccio e ciò permette alle molecole d'acqua di compattarsi con una riduzione dello spazio intermolecolare (nella transizione da ghiaccio ad acqua si verifica l'aumento di densità fino alla temperatura di {\displaystyle 4^{\circ }\mathrm {C} }, che corrisponde alla densità massima; ulteriori aumenti di temperatura comportano una riduzione della densità dell'acqua allo stato liquido).